# Championnat de France de trail
Le Championnat de France de trail est une compétition sportive de trail (course à pied), organisé en France depuis 2013 par la Fédération française d'athlétisme. Il a lieu tous les ans, sur une seule course, sélectionnée par la Fédération française d'athlétisme. Il complète le  circuit annuel Trail tour national (TTN), organisé par la FFA depuis 2008.
Tout comme le TTN, le championnat de France distingue deux épreuves : trail long et trail court.

## Histoire
La première édition de 2013 a été organisée sur l'évènement "Gapen'cimes", avec pour vainqueurs Sébastien Spehler et Stéphanie Duc sur trail long, et Julien Rancon et Céline Lafaye sur trail court.
Les champions de France sont sélectionnées d'office pour représenter la France au Championnat du monde de trail organisé par l'IAU.
La finale du Championnat de France de Trail 2018 a eu lieu à Montgenèvre dans les Hautes-Alpes. Sur le trail long, Aurélien Dunand-Pallaz et Maryline Nakache s'imposent tandis que sur le trail court, ce sont Alexandre Fine et Adeline Roche qui l'emportent.
En 2019, le championnat de France se déroule les 10 et 11 août à Méribel.

## Palmarès
| Édition | Ville                   | Date              | Parcours                                             | Distance                                             | Dénivelé positif                                     | Vainqueur                                            | Temps                                                | Vainqueur                                            | Temps    |
| ------- | ----------------------- | ----------------- | ---------------------------------------------------- | ---------------------------------------------------- | ---------------------------------------------------- | ---------------------------------------------------- | ---------------------------------------------------- | ---------------------------------------------------- | -------- |
| 1re     | Gap                     | 6 octobre 2013    | Court                                                | 23km                                                 | 1500m                                                | Julien Rancon                                        | 1h49'57"                                             | Céline Lafaye                                        | 2h12'02" |
| 1re     | Gap                     | 6 octobre 2013    | Long                                                 | 52km                                                 | 3200m                                                | Sébastien Spehler                                    | 5h17'43"                                             | Stéphanie Duc                                        | 6h29'28" |
| 2e      | Buis-les-Baronnies      | 28 septembre 2014 | Court                                                | 23km                                                 | 1100m                                                | Cédric Fleureton                                     | 1h39'44"                                             | Christel Dewalle                                     | 1h58'00" |
| 2e      | Buis-les-Baronnies      | 28 septembre 2014 | Long                                                 | 60km                                                 | 3150m                                                | Sylvain Court                                        | 5h28'13"                                             | Caroline Chaverot                                    | 6h26'31" |
| 3e      | Sancy le Mont Dore      | 27 septembre 2015 | Court                                                | 34km                                                 | 2400m                                                | Cédric Fleureton                                     | 2h44'55"                                             | Christel Dewalle                                     | 3h21'54' |
| 3e      | Sancy le Mont Dore      | 27 septembre 2015 | Long                                                 | 60km                                                 | 3150m                                                | Patrick Bringer                                      | 5h21'42"                                             | Maud Gobert                                          | 6h37'58" |
| 4e      | Saint-Martin-de-Vésubie | 3 septembre 2016  | Court                                                | 30km                                                 | 1800m                                                | Cédric Fleureton                                     | 2h28'37"                                             | Céline Lafaye                                        | 3h00'10" |
| 4e      | Saint-Martin-de-Vésubie | 4 septembre 2016  | Long                                                 | 53km                                                 | 3400m                                                | Sylvain Court                                        | 5h48'33"                                             | Sandra Martin                                        | 7h13'48" |
| 5e      | Gerardmer               | 17 septembre 2017 | Court                                                | 30km                                                 | 1700m                                                | Emmanuel Meyssat                                     | 2h30'29"                                             | Adeline Roche                                        | 2h50'42" |
| 5e      | Gerardmer               | 16 septembre 2017 | Long                                                 | 60km                                                 | 3500m                                                | Nicolas Martin                                       | 5h35'34"                                             | Sarah Vieuille                                       | 6h46'13" |
| 6e      | Montgenèvre             | 15 juillet 2018   | Court                                                | 26km                                                 | 1500m                                                | Alexandre Fine                                       | 1h58'43"                                             | Adeline Roche                                        | 2h21'09" |
| 6e      | Montgenèvre             | 14 juillet 2018   | Long                                                 | 63km                                                 | 4500m                                                | Aurélien Dunand-Pallaz                               | 7h11'51"                                             | Maryline Nakache                                     | 8h37'21" |
| 7e      | Méribel                 | 11 août 2019      | Court                                                | 25km                                                 | 1810m                                                | Thomas Cardin                                        | 2h30'56"                                             | Blandine L'Hirondel                                  | 2h52'25" |
| 7e      | Méribel                 | 10 août 2019      | Long                                                 | 51km                                                 | 4210m                                                | Clément Molliet                                      | 6h06'09"                                             | Sarah Vieuille                                       | 6h57'15" |
| —       | Gap                     | 4 octobre 2020    | Édition annulée en raison de la pandémie de Covid-19 | Édition annulée en raison de la pandémie de Covid-19 | Édition annulée en raison de la pandémie de Covid-19 | Édition annulée en raison de la pandémie de Covid-19 | Édition annulée en raison de la pandémie de Covid-19 | Édition annulée en raison de la pandémie de Covid-19 |          |
| 8e      | Rouffach                | 26 septembre 2021 | Court                                                | 28km                                                 | 900m                                                 | Corentin Le Roy                                      | 1h51'17"                                             | Anaïs Sabrié                                         | 2h07'20" |
| 8e      | Rouffach                | 26 septembre 2021 | Long                                                 | 54km                                                 | 2200m                                                | Arnaud Bonin                                         | 4h16'31"                                             | Blandine L'Hirondel                                  | 4h40'11" |
| 9e      | Salers                  | 28 mai 2022       | Court                                                | 32km                                                 | 1150m                                                | Timothée Bommier                                     | 2h13'14"                                             | Mathilde Sagnes                                      | 2h35'45' |
| 9e      | Salers                  | 27 mai 2022       | Long                                                 | 53km                                                 | 2670m                                                | Thomas Cardin                                        | 4h24'50"                                             | Laure Paradan                                        | 5h31'20" |
| 10e     | Montpellier-le-Vieux    | 18 mars 2023      | Court                                                | 31km                                                 | 1600m                                                | Thibaut Baronian                                     | 2h17'31"                                             | Clémentine Geoffray                                  | 2h41'16" |
| 10e     | Montpellier-le-Vieux    | 19 mars 2023      | Long                                                 | 68km                                                 | 2700m                                                | Baptiste Chassagne                                   | 5h32'42"                                             | Anne-Lise Rousset                                    | 6h29'10" |
| 11e     | Buis-les-Baronnies      | 7 avril 2024      | Court                                                | 21km                                                 | 950m                                                 | Killian Allaire                                      | 1h24'46"                                             | Julie Lelong                                         | 1h42'06" |
| 11e     | Buis-les-Baronnies      | 7 avril 2024      | Long                                                 | 55km                                                 | 2900m                                                | Benjamin Roubiol                                     | 4h44'47"                                             | Blandine L'Hirondel                                  | 5h35'45" |
| 12e     | Val d'isère             | 12 juillet 2025   | Long                                                 | 72km                                                 | 5000m                                                | Benjamin Roubiol                                     | 7h48'36"                                             | Hillary Gerardi                                      | 9h25'27" |
| 12e     | Val d'isère             | 13 juillet 2025   | Court                                                | 32km                                                 | 2450m                                                | Frédéric Tranchand                                   | 3h06'22"                                             | Cécile Jarousseau                                    | 3h48'22" |